# Joseph Fink (Politiker)
Joseph Fink, auch Josef (* 27. Januar 1868 in Niederheimbach; † 26. Dezember 1940 in Wiesbaden) war ein deutscher Politiker (Zentrum).

## Leben
Fink war von Beruf Schreinermeister. Ihm wurde später der Titel Ehrenmeister des Handwerkskammerbezirks Wiesbaden verliehen. Er gründete 1893 in der Saalgasse eine Schreinerei mit angeschlossenem Bestattungsunternehmen. Im Jahr 1903 siedelte er mit seinem Betrieb in die Frankenstraße um. Das Bestattungsunternehmen befindet sich noch heute an diesem Standort und wird in vierter Generation von seinem Urenkel Stefan geführt. 
Während der Zeit des Kaiserreiches trat in die Zentrumspartei ein. Von 1900 bis 1919 war er Stadtverordneter und von 1919 bis 1923 Magistrat in Wiesbaden. Im Jahr 1923 wurde ihm der Preußische Kronenorden verliehen. 1921 wurde er in den Preußischen Landtag gewählt, dem er bis zu dessen Auflösung im Oktober 1933 angehörte.